# Шамовщина
Шамовщина (бел. Шамаўшчына) — деревня в Мстиславском районе Могилёвской области Белоруссии. Входит в состав Копачевского сельсовета.

## География
Деревня находится в северо-восточной части Могилёвской области, в пределах Оршанско-Могилёвской равнины, на расстоянии примерно 4 километров (по прямой) к западу-северо-западу (WNW) от Мстиславля, административного центра района. Абсолютная высота — 203 метра над уровнем моря.

## История
В конце XVIII века деревня входила в состав Мстиславского воеводства Великого княжества Литовского.
Согласно «Списку населенных мест Могилёвской губернии» 1910 года издания населённый пункт входил в состав Старосельского сельского общества Старосельской волости Мстиславского уезда Могилёвской губернии. Имелся один двор и проживало 6 человек (4 мужчины и 3 женщины).
До 2013 года Шамовщина входила в состав ныне упразднённого Лютненского сельсовета.

## Население
По данным переписи 2009 года, в деревне проживало 424 человека.